# 彰化慶安宮
24°04′36″N 120°32′31″E / 24.07680°N 120.54205°E
彰化慶安宮（又稱大道公廟），是臺灣彰化市一座主祀保生大帝的廟宇。

## 歷史沿革
- 清治時期嘉慶22年（1817），慶安宮由泉州同安人創建，正殿供奉其族群守護神保生大帝，左廂房祀奉觀音菩薩及文昌帝君，右廂房祀奉福德正神。
- 道光4年（1824）進士鄭用錫敬獻「容保無疆」匾額，位於今正殿上方。
- 光緒19年（1893）信徒敬獻「銀同邑廟」匾額，至今保存廟內，可說明此廟早年為同安人的人群廟兼會館。[1]。
- 日治時期明治35年（1902），由士紳楊煥彩發起重修廟宇。
- 日治後期，臺灣受盟軍轟炸，慶安宮殿宇傾頹，三川殿的石獅子遭波及受損。
- 戰後，其建築遭民眾佔用，經市公所接管後，開始整頓廟務。
- 民國74年（1985）11月27日經政府指定為第三級古蹟。
- 民國78年（1989）後殿右廂遭回祿之災。
- 民國89年（2000）進行修復，正殿彩繪由和美陳穎派率其子陳文俊、陳敦仁施做彩繪。
- 民國90年（2001）彩繪三川殿，新作彩繪使廟宇煥然一新，陳穎派的傳統圖稿仍使廟宇保有古樸的風貌。
- 民國91年（2002）5月15日完成修復工作。

## 建築藝術
慶安宮的建築格局為二進一院，前後分別為三川殿及正殿。三川殿的屋頂採「硬山升簷式」作法，且上下屋簷的封簷板相連，此風格與威惠宮有異曲同工之妙。三川殿左右牆為交趾陶作品，龍邊為仙翁手持壽桃，旁有一隻仙鶴，虎邊為麻姑及鹿，象徵「福祿壽」。三川殿正門門神為秦叔寶與尉遲敬德，龍邊為文官，手持官帽與鹿，象徵「加冠晉祿」，虎邊門神則為太監。
拜殿有捲棚式屋頂，屋簷出挑處下方增設八角石柱，使拜殿有「柱子林立」的感覺。拜殿捲棚的雙脊上，可見「龍馬負河圖，神龜背洛書」的彩繪圖案，古云：「河出圖，洛出書，聖人則之」；河圖洛書的圖案置於屋脊，有「鎮宅避邪」之意。
正殿的棟架為三通五瓜結構，四點金柱下方各有龍首魚身木雕，稱為「鰲魚」，有「魚躍龍門」之勢，取其「金榜題名、科舉高中」的涵意。
正殿神龕上方有清嘉慶22年（1817）「惠我生民」匾及清道光4年（1824）鄭用鍚所獻「容保無疆」匾，為慶安宮的重要文物。

## 文物列表

### 匾額
- 嘉庆丁丑年阳月谷旦，银同众弟子仝敬立「惠我生民」
- 嘉庆戊寅年阳月，癸酉科卯元银同周宾海立「参赞化育」
- 道光甲申年桐月谷旦，癸未科进士银同郑用锡敬立「容保无疆」
- 光绪癸巳三月，炉下绅董仝立「银同邑庙」
- 光绪十五年岁在己丑仲夏，钦加五品衔赏载蓝翎候选知县林文荣敬立「佑我嘉师」

### 其他
- 嘉庆辛酉年之石炉

## 祀奉神尊
主要祀祭神明為保生大帝，陪祀神尊為觀音菩薩、文昌帝君、註生娘娘、福德正神等。

## 圖片庫

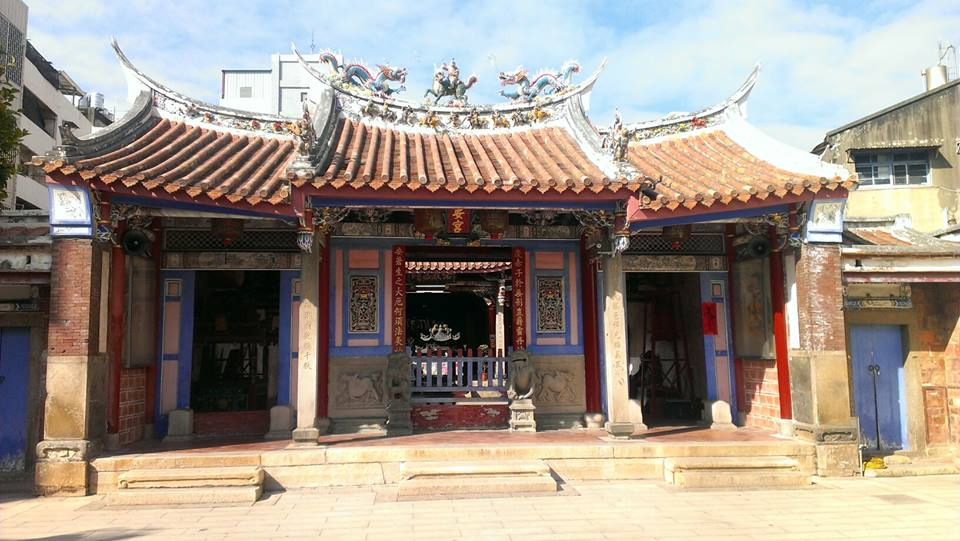
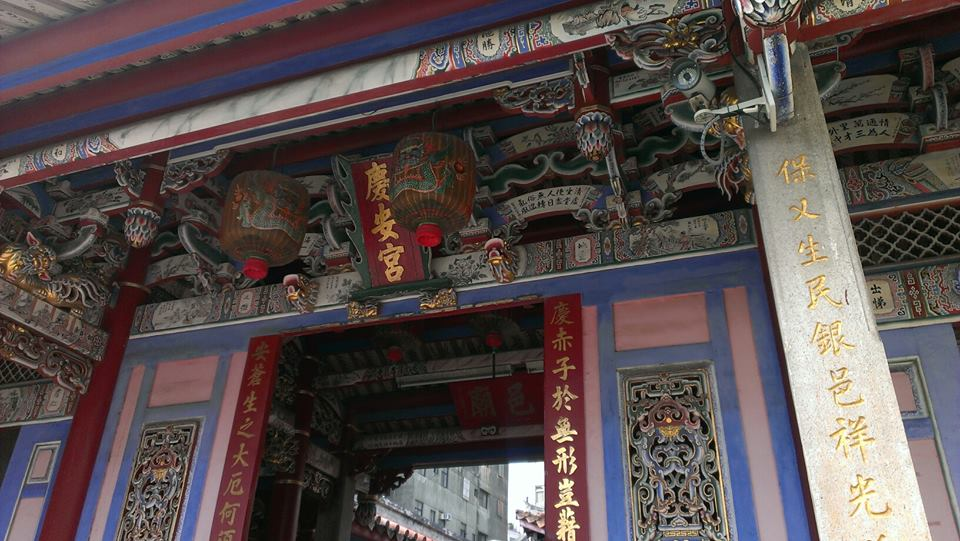
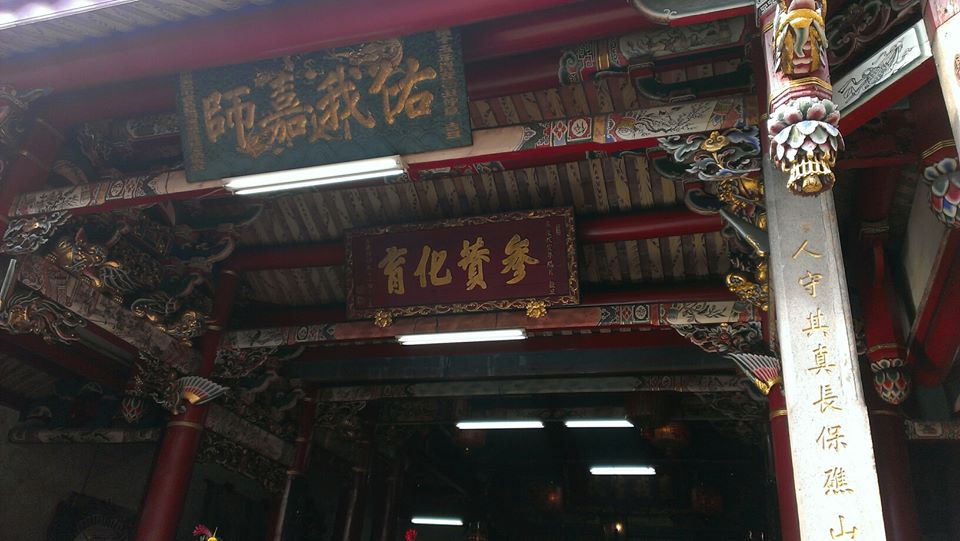

## 資料來源
1. ↑  彰化慶安宮歷史沿革 （页面存档备份，存于） 寺廟室暨所屬廟宇網站
2. ↑  彰化慶安宮外觀特徵 的存檔，存档日期2015-09-23. 彰化縣文化局
3. ↑  彰化慶安宮 （页面存档备份，存于） 華龍國小

## 外部連結
- 彰化慶安宮的Facebook專頁
- 慶安宮 — 文化資源地理資訊系統 （页面存档备份，存于）
- 景點簡介 - 慶安宮 - 歷史古蹟 - 景點玩透透 - 彰化縣政府旅遊資訊網 （页面存档备份，存于）
- 彰化市公所寺廟室暨所屬廟宇網站 >> 市屬寺廟巡禮
- 彰化慶安宮。保生大帝 @ 大王的風吹 :: 隨意窩 Xuite日誌[]
- 彰化慶安宮-拜拜網 （页面存档备份，存于）
- 彰化慶安宮-文化部文化資產局 （页面存档备份，存于）